# Cecilia Navarrete
Pour les articles homonymes, voir Navarrete (homonymie).
Cecilia Navarrete, née le 30 décembre 1923 à Bogota et morte le 24 avril 2001 dans la même ville, est une athlète colombienne. Elle a notamment remporté trois médailles d'or aux Jeux bolivariens.

## Vie privée
Cecilia Navarrete, née le 30 décembre 1923 à Bogota, a pour parents Leonidas Navarrete et Rosa González. Elle a également six frères et sœurs : Hernando, Emma, Lilia, Leonidas, Lucy et Beatriz.
Elle meurt le 24 avril 2001 à la clinique El Bosque de Bogota d'un arrêt cardio-respiratoire.

## Carrière sportive

### En athlétisme
Cecilia Navarrete découvre l'athlétisme avec son frère ainé Hernando qui a intégré la première sélection colombienne lors des Jeux olympiques d'été de 1936 à Berlin. Dès l'année suivante, alors âgée de treize ans, elle commence à courir sur la piste d'athlétisme du Parque Nacional, qui est en fait une ligne droite en terre d'une longueur de 100 mètres.
En août 1938, Navarrete intègre la sélection colombienne qui participe aux premiers Jeux bolivariens, proposés et impulsés par Alberto Nariño Cheyne. Pour cela, elle défie l'autorité de son père et devient la première Colombienne à participer à un championnat international. Lors de ces Jeux, elle remporte trois épreuves : une au 100 mètres, une au lancer du poids et une autre lors du relais 4 × 100 mètres avec ses équipières (Adela Jiménez, Raquel Gómez et Berta Navia). Néanmoins, en récompense de ses victoires, elle ne reçoit qu'une glace, le stock de médailles étant épuisé. Elle est également consacrée comme meilleure athlète des Jeux bolivariens de 1938.
Lors des Jeux d'Amérique centrale et des Caraïbes qui se déroulent à Barranquilla du 8 au 28 décembre 1946, Navarrete est la seule femme parmi les 40 athlètes colombiens en lice. À l'issue de cette compétition, la presse nationale considère les résultats de la sélection colombienne comme « décevants et frustrants » avec une sixième place obtenue sur treize pays participants et 16 médailles remportées (5 d'or, 8 d'argent et 3 de bronze). À titre personnel, Navarrete n'obtient pas les résultats qui étaient attendus de sa part. En effet, elle termine à la quinzième et dernière place au lancer du disque avec un lancer dépassant à peine les 20 mètres, loin derrière la Panaméenne Judith Caballero qui remporte l'épreuve avec un lancer à 30,17 mètres.
Pendant une interview datant de 1988, Navarrete dit avoir reçu des mains de Hugo Escobar Sierra (es) une médaille commémorant son triomphe aux Jeux bolivariens de 1936 plusieurs années après. Coldeportes lui décerne également la Cruz de Oro del Mérito Deportivo (en français : Croix d'or du mérite sportif). L'athlète colombienne déclare également avoir gagné probablement un peu plus de cent médailles durant sa carrière.
Cecilia Navarrete met un terme à sa carrière d'athlète à l'issue des jeux sportifs nationaux de Colombie (es) qui se déroulent à Santa Marta en 1950.

### En basket-ball
Alors qu'elle pratique intensément l'athlétisme, Cecilia Navarrete joue également au basket-ball qu'elle considère comme sa deuxième passion. En 1940, elle fait partie de l'équipe Incógnito, considérée comme la plus célèbre des équipes du basket-ball féminin à ses débuts. En 1946, elle intègre la sélection colombienne pour participer aux Jeux d'Amérique centrale et des Caraïbes qui se déroulent à Barranquilla. L'équipe, également composée d'Aurora Garzón, Aura Orozco, Blanca Castañeda, Rosalba Correa, Soledad Barrera, Esther Oliva, Julia Realez, Alicia Correa, Luz A. Gómez et Lola Escobar, et sous la conduite de Margarita Miller, termine à la 5e place du tournoi.

## Hommages
En 1999, le comité exécutif de la fédération colombienne d'athlétisme intègre Cecilia Navarrete à la liste des meilleurs athlètes en Colombie du siècle, devancée par, dans l'ordre, Ximena Restrepo, Domingo Tibaduiza, Victor Mora García (en), Jaime Aparicio, Alvaro Mejía (en), Héctor Moreno, Norfalia Carabalí, María Isabel Urrutia, Pedro Grajales, Norma González, Querubín Moreno et Eucaris Caicedo.